# IZK Khémisset
Der IZK Khémisset (arabisch الاتحاد الزموري للخميسات, DMG Ittiḥād az-Zamūrī li-l-Ḫamīsāt) ist ein marokkanischer Fußballverein aus Khémisset.
Der Verein wurde 1940 gegründet.  Das Heimatstadion ist das Stade du 18 novembre (dt. Stadion des 18. November).

## Erfolge
- Marokkanischer Vizemeister: 2008
- Marokkanischer Zweitligameister: 2014
- Marokkanischer Pokalfinalist: 1973